# Сармьенто Пупо, Фаустина
Фаустина Сармьенто Пупо (исп. Faustina Sarmiento Pupo; 15 февраля 1905, Куба — 16 сентября 2019, Ольгин) — кубинская верифицированная долгожительница. Является старейшим жителем в истории Кубы среди верифицированных. Также на момент смерти являлась старейшим живущим человеком в Северной Америке.

## Биография
Фаустина Сармиенто Пупо родилась 15 февраля 1905 года. Её родителями были Герминия Пупо Кинтана и Гонсало Сармьенто Паред, который принимал участие в войне за независимость Кубы. В 17 лет Фаустина вышла замуж. У пары было пятеро дочерей.
В свой 110-й день рождения она всё ещё могла ходить без посторонней помощи. По состоянию на 2018 год, у неё было 30 внуков, 56 правнуков, 41 праправнук и 19 прапраправнуков. Также на тот момент были живы две её дочери в возрасте 96 и 86 лет. Фаустина была уже глуха, однако имела хорошую память и могла вспоминать отрывки из её детства, когда ей было только 15 лет.
Её возраст был верифицирован Геронтологической исследовательской группой 6 сентября 2019 года.
Спустя 10 дней, 16 сентября 2019 года, Фаустина Сармиенто Пупо скончалась в Ольгине, Куба. На момент смерти она была старейшим живущим человеком в Северной Америке и 5-м в мире.

## Долголетие в семье
Сестры Фаустины также отличились своим долголетием. Одна из них дожила до 99 лет, а другая до 105.